# Salih Mahmoud Osman

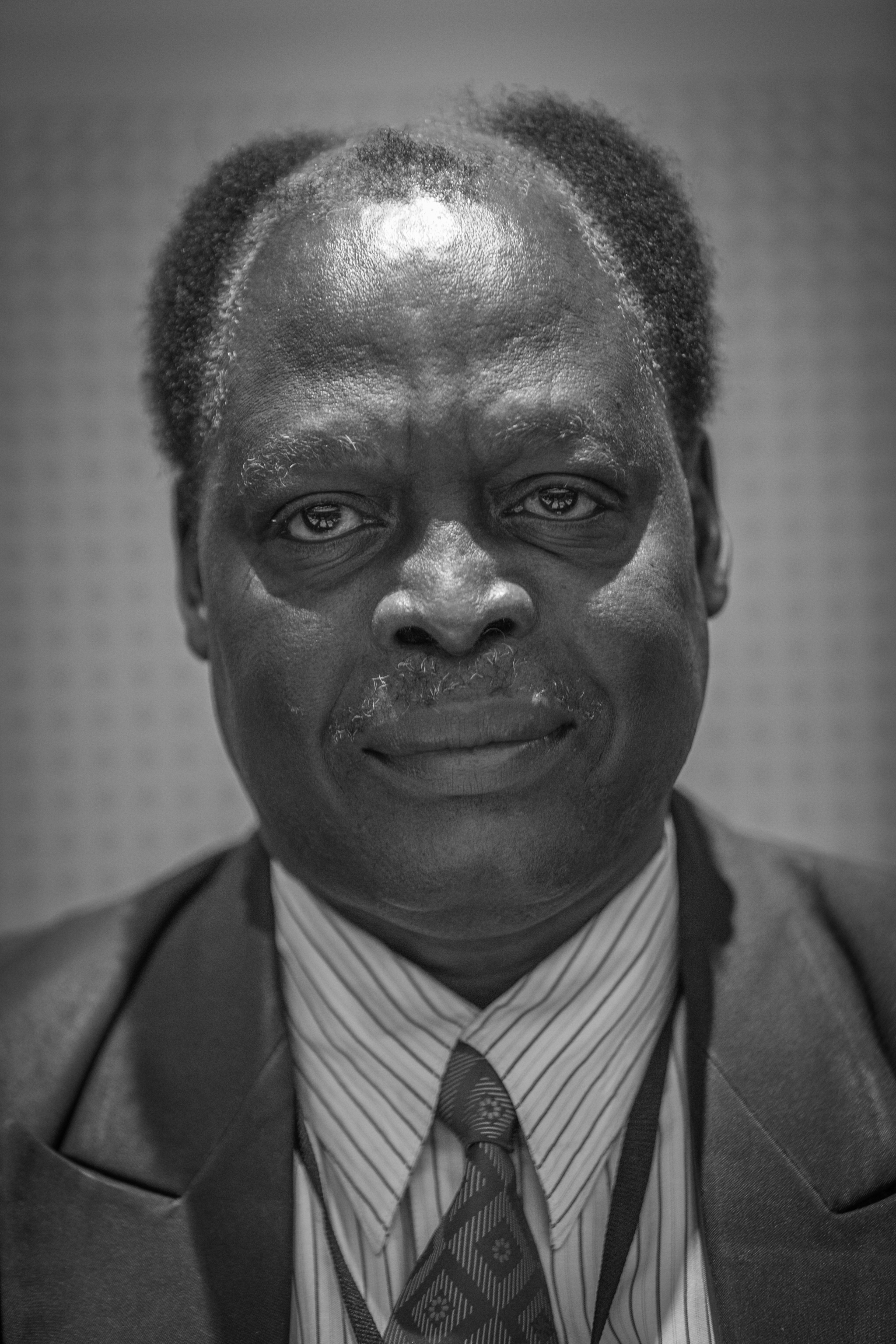
Salih Mahmoud Osman (2013)

Salih Mahmoud Osman (auch Saleh Mahmoud Osman und Salih Mahmud Osman; * 1957) ist ein sudanesischer Rechtsanwalt und Parlamentsabgeordneter.
Osman stammt aus der Krisenregion Darfur. Er selbst war 2004 länger inhaftiert und wurde erst nach einem Hungerstreik freigelassen. Mitglieder seiner Familie wurden gefoltert und ermordet. Auch ihre Häuser wurden von Milizen in Brand gesteckt.
Er setzt sich gegen Folter und Menschenrechtsverletzungen im Sudan ein. Mit seiner Sudanesischen Organisation gegen Folter gewährt er kostenlosen Rechtsbeistand. Außerdem dokumentiert er Menschenrechtsverletzungen in Darfur.
Im November 2005 zeichnete die Organisation Human Rights Watch ihn für seine Arbeit aus.
Für seinen Einsatz für die Menschenrechte wurde Osman 2007 mit dem Sacharow-Preis für geistige Freiheit des Europäischen Parlaments ausgezeichnet.